# 赤塔州
赤塔州（羅馬化：Chitinskaya oblast），曾是苏联、俄羅斯下辖的一個州，位於西伯利亞東南部，是苏联解体后唯二继续存续的苏联州份（另一个州为伊尔库茨克州）。面積431,500平方公里，首府赤塔。與中華人民共和國（國界線998km）與蒙古國（國界線868km）相鄰。2008年3月1日與阿加布里亞特自治區合併成外貝加爾邊疆區。

## 历史
1653年，西伯利亚探险家彼得·伊凡诺维奇·别克托夫率领哥萨克人在此建立定居点，是俄罗斯对当地统治之始。其后，大量人口迁入此地开采矿石以巩固与清朝边界，并修建了西伯利亚铁路与外地连接。1905年俄国革命期间，革命者在赤塔建立赤塔共和国。1920年，苏俄在远东地区建立远东共和国，赤塔在10月后成为共和国首都，隶属于外贝加尔省，1922年远东共和国成为苏俄的一部分，翌年加入苏联，外贝加尔省建制则继续沿用。
1926年，该地区设赤塔专区。1934年，苏联设立東西伯利亞邊疆區，赤塔专区属之。1930年，赤塔专区撤销，其领土由东西伯利亚边疆区直辖。1936年，东西伯利亚边疆区改设東西伯利亞州。1937年，苏联将东西伯利亚州废除，分设伊尔库茨克州和赤塔州。1991年苏联解体后，成为俄罗斯联邦的联邦主体。2007年，赤塔州与阿加布里亞特自治區举行全民公投，决议合并建立新的联邦主体，2008年3月1日正式合并成立外貝加爾邊疆區。

## 自然资源与经济
赤塔州森林覆盖率达60%，盛产黑色金属、有色金属、稀有金属和贵金属、煤炭、木炭和礦泉水。据俄罗斯当局估计，具有高铀含量的矿石储量约为145,400吨，这些矿藏大多位于克拉斯諾卡緬斯克附近的普里额尔古纳斯克采矿与化学联合中心（PMCC）。赤塔州的主要产业包括冶金、燃料和木材，还拥有先进的轻工业和食品工业。当地的农业是牛、綿羊和驯鹿的养殖业。

## 行政区划
2008年赤塔州撤销前，共下辖28个区，分别是：
阿克沙區、亞歷山德羅夫斯基扎沃德區、巴列伊區、博爾賈區、加濟穆爾斯基扎沃德區、外贝加尔斯克区、卡拉爾區、卡爾加區、卡雷姆斯科耶區、克拉區、紅奇科伊區、克拉斯諾卡緬斯克區、莫戈恰區、涅爾琴斯克區、涅爾琴斯基扎沃德區、奧洛維揚納亞區、鄂嫩區、外贝加尔地区彼得罗夫斯克区、普里額爾古納斯克區、斯列堅斯克區、通吉爾-奧廖克馬區、通戈科琴區、烏廖特區、希洛克區、車爾尼雪夫斯克區、赤塔區、舍洛普吉諾區和石勒喀區。
赤塔州各级行政区划如下：
| 俄羅斯赤塔州行政区划 | Flag of Chita Oblast |
| 行政中心：赤塔 |                      |
| 统计时间：2008年2月29日 |                      |
| 区（районы） | 28                   |
| 城市/镇（города） | 10                   |
| 市級鎮（посёлки городского типа）                                                                                            | 38                   |
| 村级行政区划（сельсоветы, сельские администрации, сельские муниципальные образования, сельские округа и сельские поселения） | 308                  |
| 统计时间：2002年 |                      |
| 农村聚居地（сельские населённые пункты）                                                                                     | 699                  |
| 无人居住的农村聚居地（сельские населённые пункты без населения）                                                             | 9                    |

## 人口
依照2002年人口普查结果，当地人口的89.8%是俄罗斯族，布里亚特人占6.1%，乌克兰人占1%，另有鞑靼人、亚美尼亚人和楚瓦什人。赤塔州在2002年人口1,155,346；1989年人口1,377,975。2007年，赤塔州的人口增加了0.03%（不考虑移民因素），是仅有的2个人口自然正增长的俄罗斯联邦主体之一（另一个联邦主体是人口增长了0.005%的堪察加州），但由于移民因素，赤塔州的人口在当年实际上是负增长状态。